# Scaptomyza finitima
Scaptomyza finitima är en tvåvingeart som beskrevs av Hardy 1965. Scaptomyza finitima ingår i släktet Scaptomyza och familjen daggflugor. Inga underarter finns listade i Catalogue of Life.